# Shabana Mahmood
Shabana Mahmood (Birmingham, 17 de septiembre de 1980) es una política y barrister británica que ejerce como lord canciller y Secretaria de Estado para la Justicia desde 2024. Es miembro del Parlamento por Birmingham Ladywood desde 2010 y militante del Partido Laborista.

## Biografía
Hija de inmigrantes pakistaníes originarios de Mirpur (Azad Cachemira), entre 1981 y 1986 vivió en Taif (Arabia Saudí), donde su padre trabajaba como ingeniero civil en procesos de desalinización. En 2002, Mahmood se licenció en Derecho por el Lincoln College de Oxford. En 2003 completó el curso de formación profesional jurídica para ejercer como barrister. Su especialidad es la indemnización profesional. Su selección como candidata del Partido Laborista por Birmingham Ladywood para las elecciones generales de 2010 provocó algunas discrepancias en el partido de la circunscripción, pero una investigación dirigida por un miembro del comité ejecutivo nacional del Partido Laborista determinó que era legítima. Se convirtió en una de las primeras diputadas musulmanas, junto con Rushanara Ali y Yasmin Qureshi. Entre 2010 y 2024, mientras el Partido Laborista lideraba la oposición, ocupó varios puestos en la sombra, entre los que se encontraba el cargo de Secretaria Financiera del Tesoro en la sombra de 2013 a 2015.
Tras las elecciones generales de 2015, Mahmood fue ascendida al Gabinete en la sombra y ocupó el cargo de Secretaria Principal del Tesoro en la sombra en el Gabinete en la sombra interino de Harriet Harman. Tras la elección de Jeremy Corbyn como líder laborista, Mahmood dimitió de su cargo y rechazó formar parte del Gabinete en la sombra de Corbyn. Apoyó a Owen Smith en el intento de sustituir a Corbyn como líder del partido en2016. Pasó a ejercer como diputada rasa entre 2015 y 2021, pero regresó al gabinete en la sombra en su remodelación de mayo de 2021, bajo el mandato de Keir Starmer, como coordinadora nacional de campaña. En su remodelación del Gabinete en la sombra de septiembre de 2023, Starmer nombró a Mahmood Secretaria de Estado de Justicia en la sombra y Lord Canciller en la sombra.
Tras la victoria laborista en las elecciones generales de 2024, Mahmood fue nombrada Lord Canciller y Secretaria de Estado de Justicia en el gobierno de Starmer. Ha puesto en marcha un plan de excarcelación anticipada para miles de presos con el fin de reducir el hacinamiento en las cárceles.